# Tíjola
Tíjola là một đô thị thuộc tỉnh Almería, ở cộng đồng tự trị Andalusia, Tây Ban Nha. Đô thị này có diện tích 70 km², dân số năm 2005 là 3820 người.

## Biến động dân số
| 1999  | 2000  | 2001  | 2002  | 2003  | 2004  | 2005  |
| ----- | ----- | ----- | ----- | ----- | ----- | ----- |
| 3,796 | 3,757 | 3,787 | 3,814 | 3,798 | 3,755 | 3,820 |

Nguồn: INE (Tây Ban Nha)